# Antoine-Louis Danneels
Antoine Louis Jacques Danneels (Gent, 25 november 1754 – Aalst, 9 juli 1842) was een Zuid-Nederlands edelman.

## Levensloop
Hij was een zoon van Jean-Baptiste Danneels (1700-1768), heer van Synghem, Gravenskerke, Ter Beke, Quaethem en Ten Brande, en van Adrienne Marinus (of Marius). In 1784 werd hem, alsook aan zijn zussen Marie-Caroline Danneels en Marie-Louise Danneels (echtgenote van François d'Hoop, heer van Synghem), een attest van adeldom afgeleverd door de Heraldische Kamer van Brussel.
Hij werd eerste schepen van Aalst en trouwde in 1784 met Jeanne de Waepenaert (1752-1827), dochter van ridder Jean-Charles de Waepenaert, baljuw van Zottegem en heer van Kerrenbroek, en van Jeanne Beeckman de Crayloo. Hij werd in de tijd van de Brabantse Omwenteling een hevig patriot, in tegenstelling tot zijn schoonbroer d'Hoop, die trouw bleef aan de Oostenrijkers en tijdens de revolutiejaren naar Düsseldorf uitweek.
Antoine werd in 1823 onder het Verenigd Koninkrijk der Nederlanden erkend in de erfelijke adel.
Het huwelijk bleef kinderloos, zodat met zijn dood de adellijke familietak Danneels uitdoofde.